# Clinteria krajciki
Clinteria krajciki är en skalbaggsart som beskrevs av Jakl 2007. Clinteria krajciki ingår i släktet Clinteria och familjen Cetoniidae. Inga underarter finns listade i Catalogue of Life.